# Gmina Dobroszyce
Die Gmina Dobroszyce ist eine Landgemeinde im Powiat Oleśnicki der Woiwodschaft Niederschlesien in Polen. Ihr Sitz ist die ehemalige Stadt gleichen Namens (deutsch Juliusburg) mit etwa 2700 Einwohnern.

## Geographie

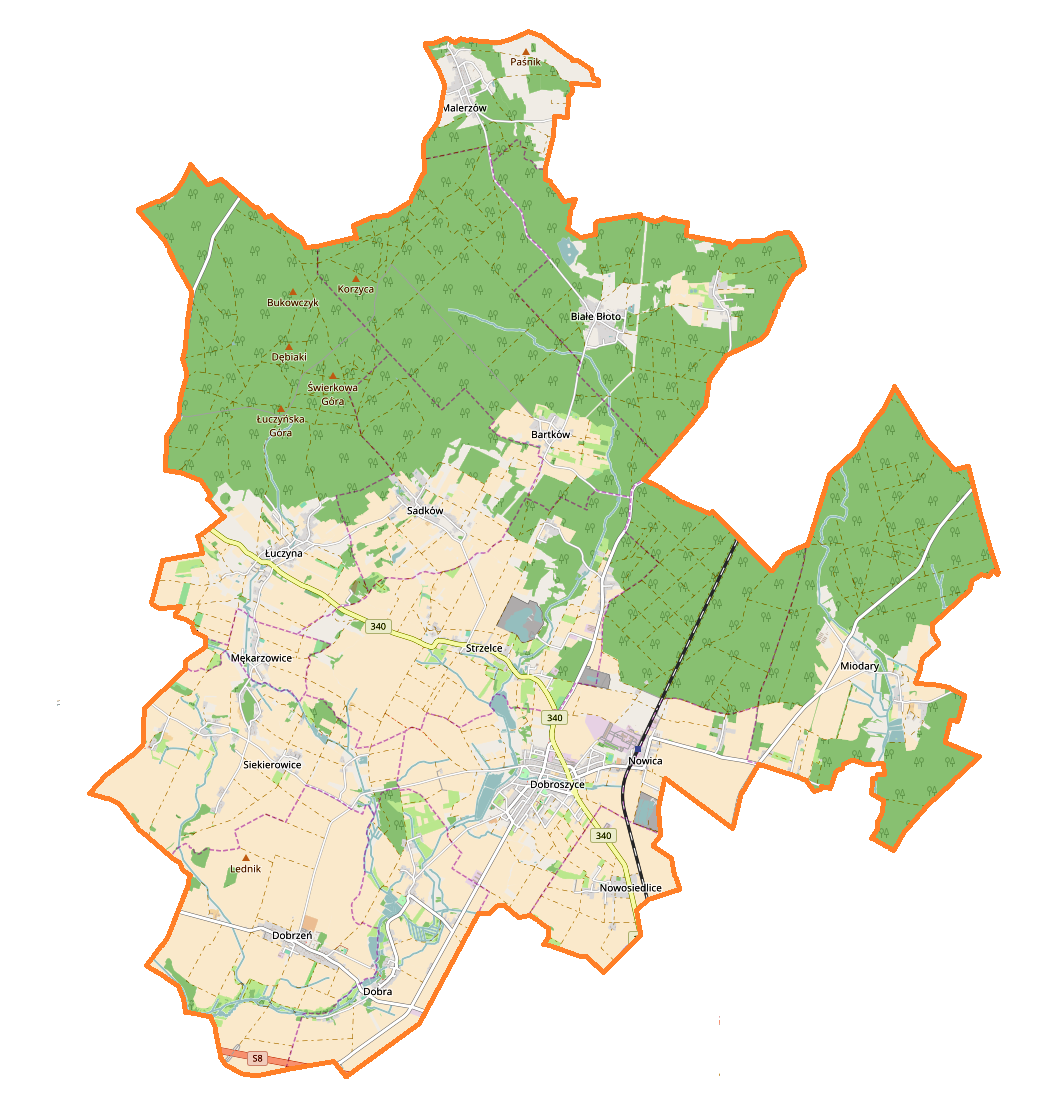
Karte der Gemeinde

Die Gemeinde liegt im Nordosten der Woiwodschaft Niederschlesien. Die Kreisstadt Oleśnica (Oels) liegt fünf Kilometer südlich, Breslau etwa 25 Kilometer südwestlich. Nachbargemeinden sind Krośnice im Norden, Twardogóra im Nordosten, Oleśnica im Südosten sowie Süden, Długołęka im Südwesten und Zawonia im Westen.

## Geschichte
Die Landgemeinde wurde 1973 aus Gromadas wieder gebildet. Das Gebiet der Woiwodschaft Breslau wurde 1975 erheblich verkleinert, der Powiat aufgelöst. Zum 1. Januar 1999 kam die Gemeinde zur Woiwodschaft Niederschlesien und zum wieder errichteten Powiat Oleśnicki.

## Gliederung
Die Landgemeinde (gmina wiejska) Dobroszyce besteht aus 16 Dörfern mit einem Schulzenamt (sołectwo; deutsche Namen, amtlich bis 1945):
- Bartków (Bartkerei; 1935–1945 Buchenwalde) – 109
- Białe Błoto (Weißensee) – 125
- Dobra (Döberle; 1935–1945 Karlsburg) – 351
- Dobroszyce (Juliusburg) – 2761
- Dobrzeń (Gutwohne) – 757
- Holendry – 71
- Łuczyna (Luzine) – 509
- Malerzów (Maliers; 1935–1945 Malen) – 210
- Mękarzowice (Mankerwitz) – 79
- Miodary (Hönigern) – 142
- Nowica (Neuhaus) – 164
- Nowosiedlice (Neudorf) – 166
- Sadków (Zantkau) – 298
- Siekierowice (Schickerwitz) – 380
- Strzelce (Strehlitz) – 553
- Kolonia Strzelce – 553 (?)

## Verkehr
Die Woiwodschaftsstraße DW340 führt von der Kreisstadt nach Ścinawa (Steinau an der Oder). Bahnanschluss besteht an der Station Nowica an der Oleśnica–Chojnice. Der nächste internationale Flughafen ist Breslau.